# اولها کوبیلانسکا
اولها کوبیلانسکا (اوکراینی: Ольга Юліанівна Кобилянська؛ ۲۷ نوامبر ۱۸۶۳ – ۲۱ مارس ۱۹۴۲ (سن ۷۸)) نویسنده اهل اتریش-مجارستان بود.